# Upsilon Andromedae c
Upsilon Andromedae c, también conocido como Samh, es un planeta extrasolar situado a unos 44 años luz de la Tierra, en la constelación de Andrómeda, aproximadamente a 10 grados de la galaxia de Andrómeda. El planeta requiere de 241,2 días para orbitar la estrella binaria compuesta por Titawin A (una gemela solar) y Titawin B (una enana roja).
Su descubrimiento, realizado en abril de 1999 por Geoffrey Marcy y R. Paul Butler, convirtió a Titawin en la primera estrella conocida (exceptuando el púlsar Lich) con un sistema planetario de varios componentes. Samh es el segundo planeta en orden de distancia respecto de su estrella, en medio de Saffar y Majriti.

## Descubrimiento
Al igual que la mayoría de los planetas extrasolares conocidos, la existencia de Upsilon Andromedae c quedó manifiesta debido a las variaciones en la velocidad radial de su estrella provocadas por la gravedad del planeta. Las variaciones se detectaron mediante un delicado análisis del efecto Doppler del espectro de Upsilon Andromedae A. En el momento de su descubrimiento, ya se sabía que Upsilon Andromedae A albergaba un planeta extrasolar, el júpiter caliente Upsilon Andromedae b; sin embargo, antes de 1999 estaba claro que la existencia del planeta interno no era suficiente para explicar la curva de velocidad radial.
En 1999, dos grupos independientes de astrónomos pertenecientes a la Universidad Estatal de San Francisco y al Harvard-Smithsonian Center for Astrophysics llegaron a la conclusión de que un modelo con tres planetas se ajustaba mejor a los datos con los cuales se contaban. Los dos nuevos planetas fueron designados con los nombres Upsilon Andromedae c y Upsilon Andromedae d.

## Nombre propio
En julio de 2014 la Unión Astronómica Internacional puso en marcha el proyecto NameExoWorlds para dar nombres propios a ciertos exoplanetas y a sus estrellas anfitrionas. El proceso implicó la nominación pública y votación por los nuevos nombres. En diciembre de 2015, la UAI anunció que el nombre ganador para este planeta era «Samh». El nombre ganador fue presentado por el Club Astronómico Vega de Marruecos y honra al astrónomo de finales del siglo X y principios del xi Ibn al-Samh de la España musulmana.

## Órbita y masa
Del mismo modo que la mayoría de los planetas extrasolares con períodos largos, la órbita de Upsilon Andromedae c es excéntrica, incluso mucho más que cualquiera de los principales planetas de nuestro sistema solar (incluido Plutón). Trasladado a nuestro sistema planetario, la órbita de Upsilon Andromedae c se hallaría entre las de la Tierra y Venus.
Su elevada excentricidad orbital podría ser el resultado de las perturbaciones gravitacionales causadas por el planeta Upsilon Andromedae d. Las simulaciones que se han realizado señalan que la órbita de Upsilon Andromedae c regresa a su estadio circular originario aproximadamente cada 6700 años.
Una teoría es que la interacción entre Upsilon Andromedae d y un planeta exterior (actualmente perdido) hizo mover al primero hacia una órbita más cercana a su estrella, provocando que la órbita de Upsilon Andromedae c se volviera gradualmente excéntrica. De ser así, el planeta rebelde habría sido expulsado inmediatamente. No obstante, aún no se ha logrado establecer cuán probable podría ser dicha situación y existe la posibilidad de otros modelos de interacción interplanetaria.
Una limitación inherente al método de velocidad radial empleado para detectar Upsilon Andromedae c es que únicamente puede hallarse el límite inferior de la masa planetaria; en el caso de Upsilon Andromedae c, su límite inferior es de 1,97 veces la masa de Júpiter, aunque la masa verdadera podría ser mucho mayor, dependiendo de la inclinación orbital. Se ha conseguido determinar que la inclinación mutua entre los planetas c y d es de 35 grados y la publicación de los nuevos descubrimientos se espera que ocurra en algún momento del año 2008.

## Características
Dada su gran masa planetaria, es probable que Upsilon Andromedae c (al igual que los otros dos planetas que conforman el sistema planetario) sea un gigante gaseoso sin superficie sólida. Debido a que el planeta solo ha podido detectarse en forma indirecta, se desconocen características tales como su radio y composición.
Suponiendo que el planeta es similar a Júpiter en cuanto a su composición y que su medio ambiente es cercano al equilibrio químico, el astrofísico David Sudarsky predijo que la capa superior de su atmósfera carecería de nubes. Esto se debería a que, pese a ser más frío que Upsilon Andromedae b, aún sería demasiado caliente, lo que impediría la formación de una nube similar a la del planeta interior.
Upsilon Andromedae c tendría una apariencia azul similar a la de Neptuno. Sin embargo, las causas serían distintas: mientras que el planeta del sistema solar debe su color a las altas concentraciones de metano en su atmósfera, Upsilon Andromedae c presentaría un color azul debido a la dispersión de Rayleigh, el mismo fenómeno por el cual el cielo de la Tierra luce de ese color. Puesto que este mundo no tiene su marea acoplada, las nubes que podrían formarse en él serían similares a las que pueden observarse en Júpiter.
Otra característica de este planeta es que posiblemente pueda contar con varias lunas; dependiendo del tamaño que estas tuviesen, podrían llegar a poseer sus propias atmósferas. Además, cualquier luna que se aproximara demasiado al planeta quedaría destrozada, formando un anillo de polvo que caería lentamente hacia la atmósfera de Upsilon Andromedae c.